# SN 1998cu
SN 1998cu – supernowa typu II odkryta 29 czerwca 1998 roku w galaktyce IC1525. W momencie odkrycia miała maksymalną jasność 18,40m.